# Rixdorfer Höhe
Le Rixdorfer Höhe est une schuttberg culminant à 68 m d'altitude dans le parc public Hasenheide à Berlin-Neukölln en Allemagne.

## Toponymie
Rixdorf était à l'origine un village qui accueillit en 1737 une communauté protestante en provenance de Bohème et de Moravie qui fuyait les persécutions des catholiques du temps du règne des Habsbourg. Rixdorf est peu à peu devenu un quartier de Berlin et a été renommé Berlin-Neukölln à la veille de l'inauguration du Grand Berlin au début du XXe siècle.
Höhe [ˈhøːə] est un substantif en allemand qui signifie « mont » ou « hauteur ».

## Histoire
De 1948 à 1953, le Volkspark Hasenheide a été agrandi par le directeur des parcs et jardins communaux Kurt Pöthig pour stocker 700 000 m3 de gravats issus des décombres de la guerre, comme tant d'autres sites en Allemagne qui seront nommés Schuttberg. La colline artificielle offrait alors un point de vue sur tous les environs, qui est depuis bouché par la végétation. Quatre pierres sont posées sur le plateau au sommet dans la direction des points cardinaux.

## Monument à la mémoire des femmes des décombres

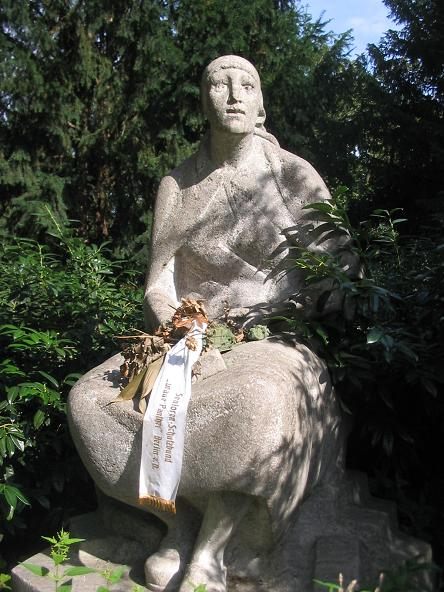
Le monument.

Une sculpture en calcaire de 2,40 mètres de haut se trouve au pied de la colline à l'entrée nord du parc qui débouche sur la Graefestraße. L'œuvre d'art montre une femme mélancolique et lasse vêtue d'une cape, d'un foulard et chaussée de sabots tenant un marteau à la main et assise sur un pan de mur en brique. Elle a été conçue par la sculptrice Katharina Szelinski-Singer en hommage aux femmes des ruines qui ont déblayé Berlin et « construit » la colline de Rixdorfer Höhe.
La sculpture a été inaugurée non pas à son emplacement actuel mais sur un versant de la colline, en présence de l'artiste Katharina Szelinski-Singer, de son professeur Richard Scheibe, de l'ancienne bourgmestre-gouverneur de Berlin Louise Schroeder qui s'était battue pour la reconnaissance des femmes des ruines, du bourgmestre-gouverneur de Berlin de l'époque Otto Suhr, de Paul Löbe et d'Hanna Reuter (veuve d'Ernst Reuter) ainsi que de 88 femmes des ruines. Un chœur accompagne la cérémonie en jouant Festmarsch de Händel et Ehret die Arbeit (d'après Freiligrath) d'Edgar Hansen, tandis que la foule reprenait le chant ouvrier Brüder, zur Sonne, zur Freiheit (reprise du chant russe Смело, товарищи, в ногу!).
L'œuvre a été restaurée en 1986 par Katharina Szelinski-Singer et déplacée à son emplacement actuel.